# Ačimovič
Ačimovič je priimek v Sloveniji, ki ga je po podatkih Statističnega urada Republike Slovenije na dan 1. januarja 2010 uporabljalo manj kot 5 oseb. 

## Znani nosilci priimka
- Jure Ačimovič, biokemik, statistik
- Rado Ačimovič, športnik triatlonec ("Ironman")
- Milenko Ačimovič (*1977), nogometaš